# Тарбагатайский район (Бурятия)
Тарбагата́йский райо́н (бур. Тарбагатайн аймаг) — административно-территориальная единица и муниципальное образование (муниципальный район) в составе Республики Бурятии Российской Федерации.
Административный центр — село Тарбагатай.

## География
Район, площадью 3,3 тыс. км², расположен в центральной Бурятии. Граничит на северо-востоке с городским округом Улан-Удэ (Октябрьский район), на востоке — с Заиграевским, на юге — с Мухоршибирским, на западе — с Селенгинским, на северо-западе, по реке Селенге — с Иволгинским районами.
Входит в состав Улан-Удэнской агломерации.

## История

### XIX век
В 1826 году в Тарбагатайской волости Верхнеудинского округа Иркутской губернии было: селений — 13, домов в селениях обывательских деревянных — 835, домов общественных деревянных — 6, церквей греко-российских деревянных — 2, мельниц водяных — 5, мельниц ветряных — 1, кузниц — 16, питейных домов — 3, магазинов хлебных с сельскими запасами — 13. Больших дорог 110 вёрст, 10 мостов, 1 перевоз (переправа).
В Тарбагатайскую волость входили селения: Тарбагатай, Жирим, Бурнашево, Десятниково, Барское, Куналей, Пестерево, Надеино, Куйтун, Старая Брянь, Новая Брянь, Тальцы, Саянтуй.
В волость ссылались участники польских восстаний: Шимон Кржечковский (Тарбагатай), Антон Сулемирский (Куналей), Карл Тодинский (Пестерево), Феофил Бембновский (Пестерево), Филипп Гродницкий (Пестерево), Леопольд
Добрский, Мечислав Зарембский (Куналейская волость), Андрей Козьминский (Барское).
В ноябре 1868 года был построен Николаевский винокуренный завод № 21 (современный посёлок Николаевский). Завод принадлежал купцу 1-й гильдии И. Ф. Голдобину.
В 1878 году в Тарбагатайской волости проживало 15 635 человек.
В 1891 году на территории современного Тарбагатайского района находились волости Верхнеудинского округа Забайкальской области: Тарбагатайская, Ключевская, Куйтунская, Куналейская.

### XX век
В 1903 году в Тарбагатайской волости работали Тарбагатайская одноклассная церковно-приходская школа, Пестеревское одноклассное училище, Десятниковское одноклассное училище, Бурнашевская школа грамоты, в которых обучалось 142 человека.
В период гражданской войны в 1919 году в сёлах Бурнашево, Нижний Жирим, Тарбагатай, Десятниково были созданы партизанские отряды..

### Советский период
Тарбагатайский аймак Бурят-Монгольской АССР был образован 1 октября 1933 года.
29 августа 1939 года из Тарбагатайского аймака во вновь образованный Иволгинский аймак переданы два населённых пункта.
8 декабря 1960 года село Ганзурино и посёлок станции Ганзурино Оронгойского сомсовета Селенгинского аймака переданы в состав Тарбагатайского аймака.
1 февраля 1963 года Указом Президиума Верховного Совета РСФСР аймак был упразднён и передан во вновь образованный на базе трёх аймаков (Иволгинского, Тарбагатайского и Заиграевского) Улан-Удэнский аймак.
В октябре 1977 года Улан-Удэнский аймак Бурятской АССР переименован в Улан-Удэнский район.
15 августа 1985 года в соответствии с указом Президиума Верховного Совета РСФСР Тарбагатайский район был восстановлен в прежних территориальных границах.
14 октября 1991 года посёлок Забайкальский из Тарбагатайского района передан в Улан-Удэнский горсовет.

## Население
| 1926    | 1939    | 1979    | 1980    | 1981    | 1982    | 1983    | 1984    | 1985    |
| ------- | ------- | ------- | ------- | ------- | ------- | ------- | ------- | ------- |
| 22 400  | ↗26 000 | ↘17 500 | ↗17 700 | ↗17 800 | ↗17 900 | ↗18 000 | ↗18 100 | ↗18 200 |
| 1986    | 1987    | 1988    | 1989    | 1990    | 1991    | 1992    | 1993    | 1994    |
| ↗18 300 | →18 300 | ↗18 500 | ↘18 300 | ↘18 200 | ↗18 300 | ↘17 000 | ↗17 100 | ↗17 200 |
| 1995    | 1996    | 1997    | 1998    | 1999    | 2000    | 2001    | 2002    | 2003    |
| ↘17 100 | ↘16 900 | ↘16 800 | ↘16 700 | ↘16 600 | →16 600 | ↘16 400 | ↘16 287 | ↗16 300 |
| 2004    | 2005    | 2006    | 2007    | 2008    | 2009    | 2010    | 2011    | 2012    |
| ↗16 400 | →16 400 | →16 400 | ↗16 600 | →16 600 | ↗17 054 | ↘16 476 | ↘16 436 | ↗16 657 |
| 2013    | 2014    | 2015    | 2016    | 2017    | 2018    | 2019    | 2020    | 2021    |
| ↗17 069 | ↗17 703 | ↗18 401 | ↗19 505 | ↗20 509 | ↗21 021 | ↗21 699 | ↗22 419 | ↗25 600 |
| 2023    | 2024    | 2025    |         |         |         |         |         |         |
| ↗26 628 | ↗27 330 | ↗28 253 |         |         |         |         |         |         |

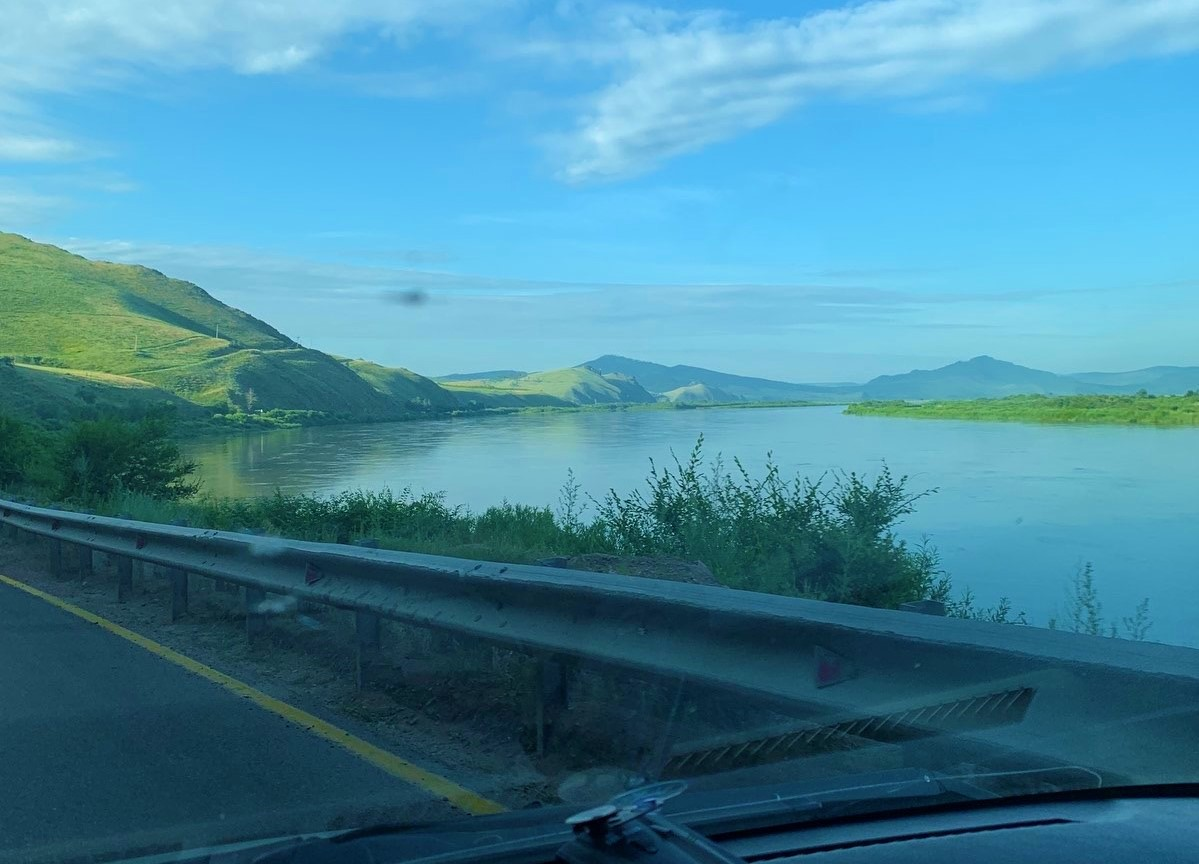
Река Селенга в Тарбагатайском районе

Согласно прогнозу Минэкономразвития России, численность населения будет составлять:
- 2024 — 27,57 тыс. чел.
- 2035 — 39,91 тыс. чел.

### Национальный состав
2010 год:
Русские — 15120 чел. (92,23 %)
Буряты — 995 чел. (6 %)
Остальные — 278 чел. (1,77 %)
Всего — 16393 чел. (указавшие национальность)
2021 год:
Русские — 19607 чел. (79,14 %)
Буряты — 4691 чел. (18,93 %)
Остальные — 476 чел. (1,92 %)
Всего — 24774 чел. (указавшие национальность)

## Территориальное устройство
Тарбагатайский район разделён на 10 сельсоветов как административно-территориальные единицы.
Муниципальный район включает 10 муниципальных образований со статусом сельских поселений. Они соответствуют сельсоветам.
| №  | Сельское поселение | Административный центр | Количество населённых пунктов | Население (чел.) | Площадь (км²) | Административно- территориальная единица |
| -- | ------------------ | ---------------------- | ----------------------------- | ---------------- | ------------- | ---------------------------------------- |
| 1  | Барыкинское        | село Барыкино          | 2                             | ↘491             | 326,90        | Барыкинский сельсовет                    |
| 2  | Большекуналейское  | село Большой Куналей   | 1                             | ↘895             | 311,38        | Большекуналейский сельсовет              |
| 3  | Верхнежиримское    | село Верхний Жирим     | 3                             | ↘932             | 376,53        | Жиримский сельсовет                      |
| 4  | Десятниковское     | село Десятниково       | 2                             | ↘802             | 250,21        | Десятниковский сельсовет                 |
| 5  | Заводское          | посёлок Николаевский   | 2                             | ↗2853            | 500,02        | Заводской сельсовет                      |
| 6  | Куйтунское         | село Куйтун            | 2                             | ↘1156            | 596,25        | Куйтунский сельсовет                     |
| 7  | Нижнежиримское     | село Нижний Жирим      | 1                             | ↘438             | 262,70        | Нижнежиримский сельсовет                 |
| 8  | Саянтуйское        | село Нижний Саянтуй    | 4                             | ↗14 127          | 252,45        | Саянтуйский сельсовет                    |
| 9  | Тарбагатайское     | село Тарбагатай        | 2                             | ↘4615            | 318,31        | Тарбагатайский сельсовет                 |
| 10 | Шалутское          | село Солонцы           | 4                             | ↘1021            | 103,19        | Шалутский сельсовет                      |

## Населённые пункты
В Тарбагатайском районе 23 населённых пункта.
| №  | Населённый пункт | Тип                 | Население | Сельское поселение |
| -- | ---------------- | ------------------- | --------- | ------------------ |
| 1  | Барыкино         | село                | ↘368      | Барыкинское        |
| 2  | Барыкино-Ключи   | село                | ↘162      | Верхнежиримское    |
| 3  | Большой Куналей  | село                | ↘895      | Большекуналейское  |
| 4  | Бурнашёво        | село                | ↘245      | Десятниковское     |
| 5  | Верхний Жирим    | село                | ↘964      | Верхнежиримское    |
| 6  | Верхний Саянтуй  | село                | ↘308      | Саянтуйское        |
| 7  | Вознесеновка     | село                | ↗413      | Саянтуйское        |
| 8  | Десятниково      | село                | ↘683      | Десятниковское     |
| 9  | Кардон           | село                | ↘164      | Шалутское          |
| 10 | Куйтун           | село                | ↘767      | Куйтунское         |
| 11 | Лесной           | посёлок             | ↘6        | Заводское          |
| 12 | Надеино          | село                | ↘361      | Куйтунское         |
| 13 | Нижний Жирим     | село                | ↘438      | Нижнежиримское     |
| 14 | Нижний Саянтуй   | село                | ↗10 580   | Саянтуйское        |
| 15 | Николаевский     | посёлок             | ↗1295     | Заводское          |
| 16 | Пестерево        | село                | ↘442      | Тарбагатайское     |
| 17 | Саратовка        | село                | ↘210      | Шалутское          |
| 18 | Саянтуй          | посёлок при станции | ↘138      | Саянтуйское        |
| 19 | Селенга          | село                | ↗99       | Шалутское          |
| 20 | Солонцы          | село                | ↘642      | Шалутское          |
| 21 | Тарбагатай       | село                | ↘4250     | Тарбагатайское     |
| 22 | Хандагатай       | село                | ↘286      | Верхнежиримское    |
| 23 | Харитоново       | село                | ↘168      | Барыкинское        |

## Экономика

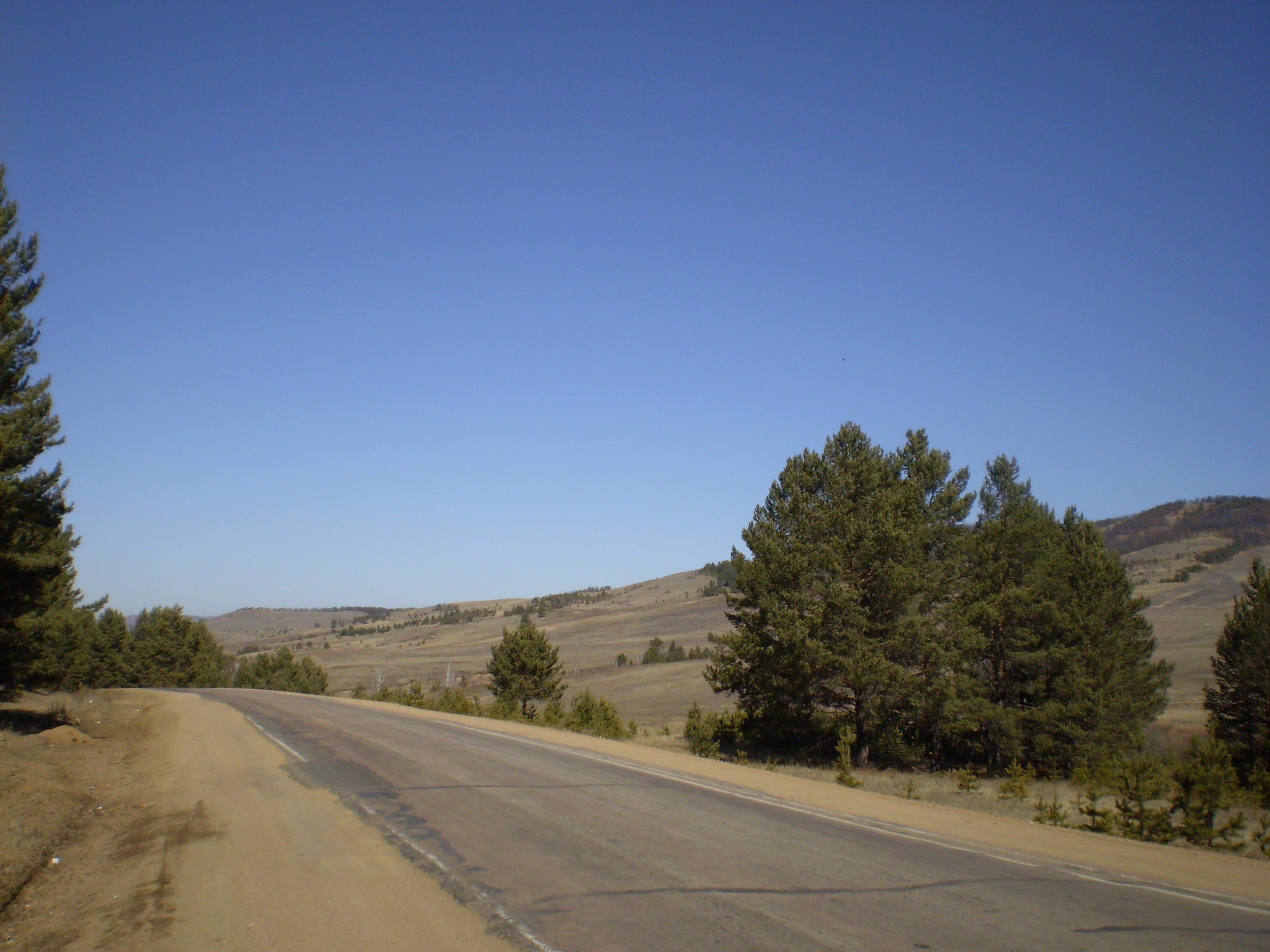
Пейзаж

По объёму промышленного производства район занимает 20-е место в Бурятии. Развиты заготовка древесины и её обработка.
Сельскохозяйственные угодья составляют 20,9 % всех земель района, пашня — 10,6 %. Сельское хозяйство района специализируется на выращивании зерновых культур, картофеля, овощей. Развиты мясомолочное животноводство, овцеводство, коневодство.
Структура промышленной продукции:
- производство пищевой продукции (кондитерские изделия, хлеб, полуфабрикаты);
- лесозаготовительная деятельность (деловая древесина);
- лесоперерабатывающая промышленность (пиломатериал, погонажные изделия);
- производство мебели.

## Достопримечательности
- Омулёвая гора (Омулёвка, Спящий лев).
- Минералогический музей в местности Жарчиха.
- Никольский храм РДЦ в Тарбагатае.
- Музей истории старообрядческой культуры в Тарбагатае.

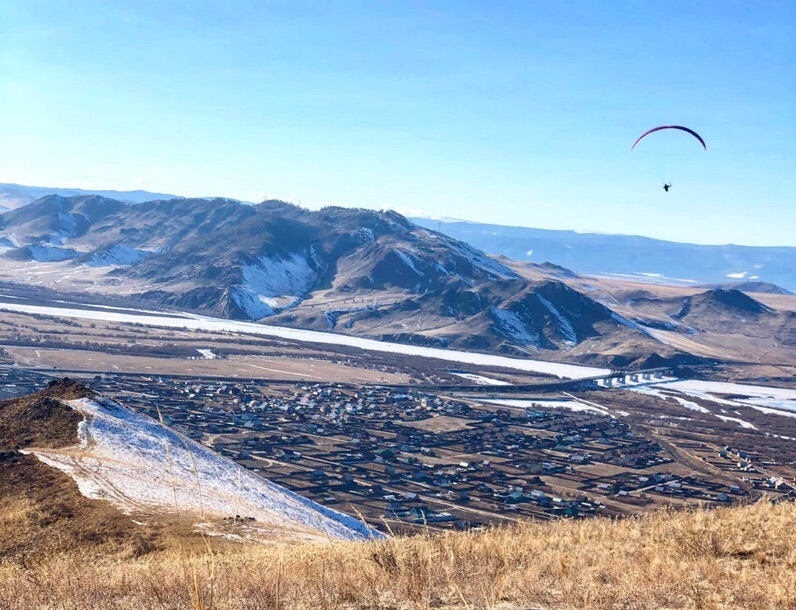
Гора Казачья
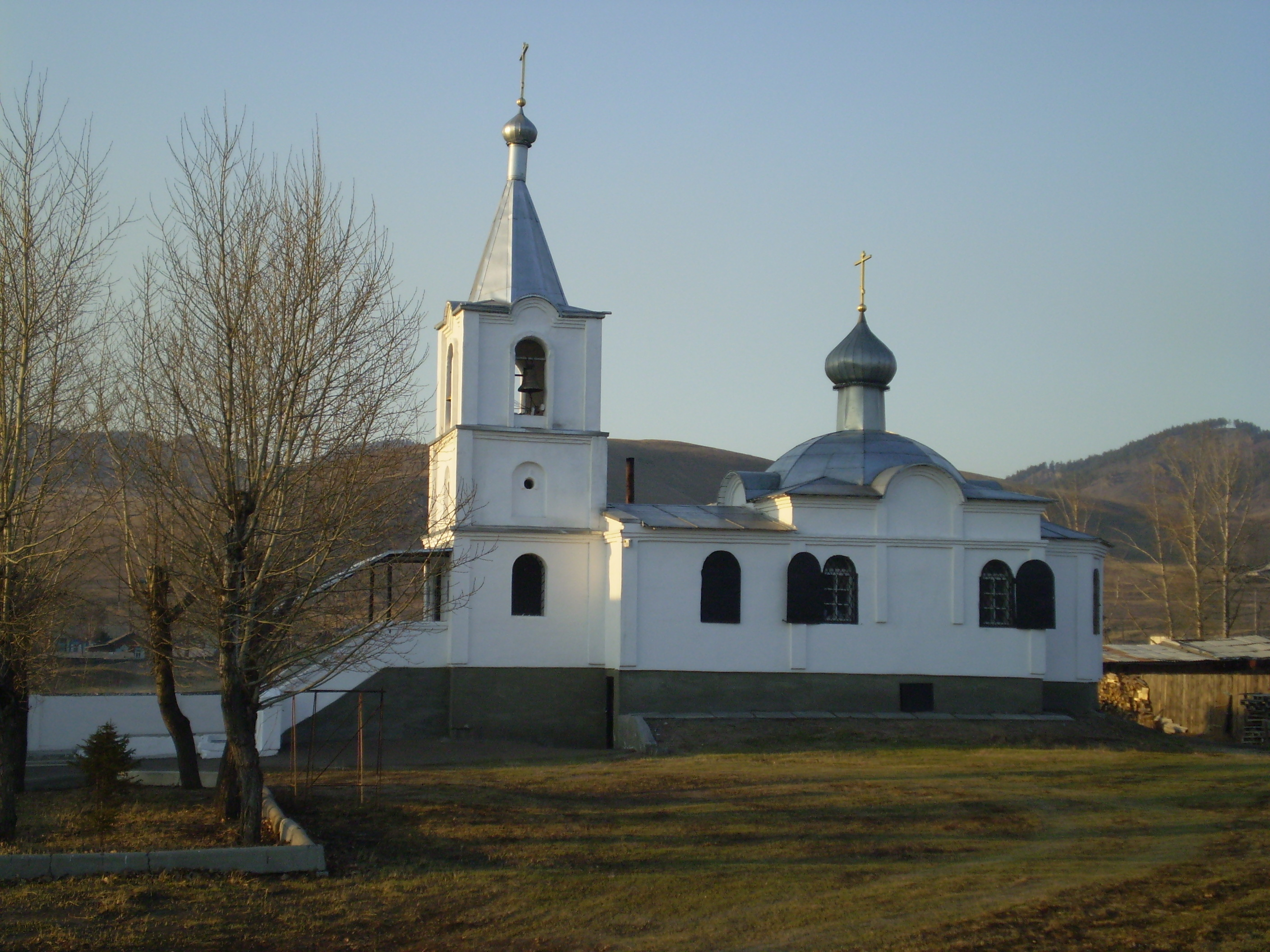
Никольский храм РДЦ.
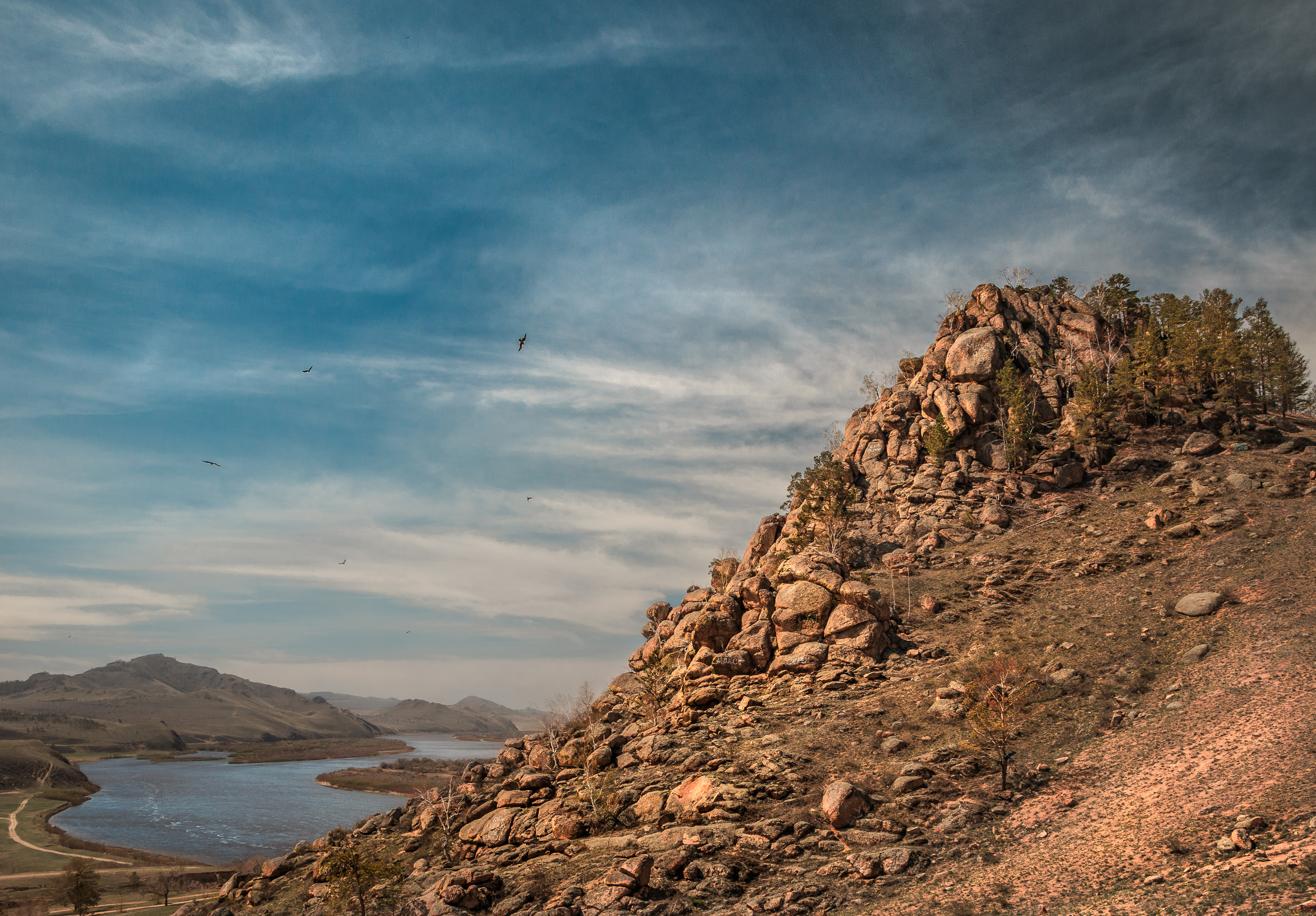
Гора Омулёвая